# Austrammo
Genre
Austrammo est un genre d'araignées aranéomorphes de la famille des Gnaphosidae.

## Distribution
Les espèces de ce genre sont endémiques d'Australie.

## Description
Les mâles mesurent de 3,3 à 3,7 mm et les femelles de 3,5 à 6,4 mm.

## Liste des espèces
Selon World Spider Catalog (version 24.5, 19/08/2023) :
- Austrammo barbaramarksae Framenau, 2023
- Austrammo harveyi Platnick, 2002
- Austrammo hirsti Platnick, 2002
- Austrammo monteithi Platnick, 2002
- Austrammo rossi Platnick, 2002

## Systématique et taxinomie
Ce genre a été décrit par Platnick en 2002 dans les Ammoxenidae. Il est placé dans les Gnaphosidae par Azevedo, Bougie, Carboni, Hedin et Ramírez en 2022.

## Publication originale
- Platnick, 2002 : « A revision of the Australasian ground spiders of the families Ammoxenidae, Cithaeronidae, Gallieniellidae, and Trochanteriidae (Araneae: Gnaphosoidea). » Bulletin of the American Museum of Natural History, no 271, p. 1-243 (texte intégral).